# Капитоновское
Капитоновское (фин. Suuri Keskinenjärvi) — озеро на территории Каменногорского городского поселения Выборгского района Ленинградской области.

## Общие сведения
Площадь озера — 0,8 км², площадь водосборного бассейна — 30,8 км². Располагается на высоте 50,6 метров над уровнем моря.
Форма озера лопастная, продолговатая: вытянуто с северо-запада на юго-восток. Берега каменисто-песчаные, преимущественно возвышенные, местами скалистые.
Через озеро протекает река Красновка, вытекающая из озера Двойного и впадающая в озеро Бородинское, из которого вытекает безымянная протока, впадающая в озеро Михалёвское, из которого вытекает река Козловка, впадающая в озеро Любимовское. Из Любимовского воды по реке Дымовке попадают в Вуоксу.
У юго-восточной оконечности озера проходит просёлочная дорога.
Название озера переводится с финского языка как «большое серединное озеро».
Код объекта в государственном водном реестре — 01040300211102000012424.